# Samuel Rozwadowski
Samuel Jordan Rozwadowski herbu Trąby (ur. 1867, zm. 15 lipca 1915 pod Sińkowem) – rotmistrz cesarskiej i królewskiej Armii.

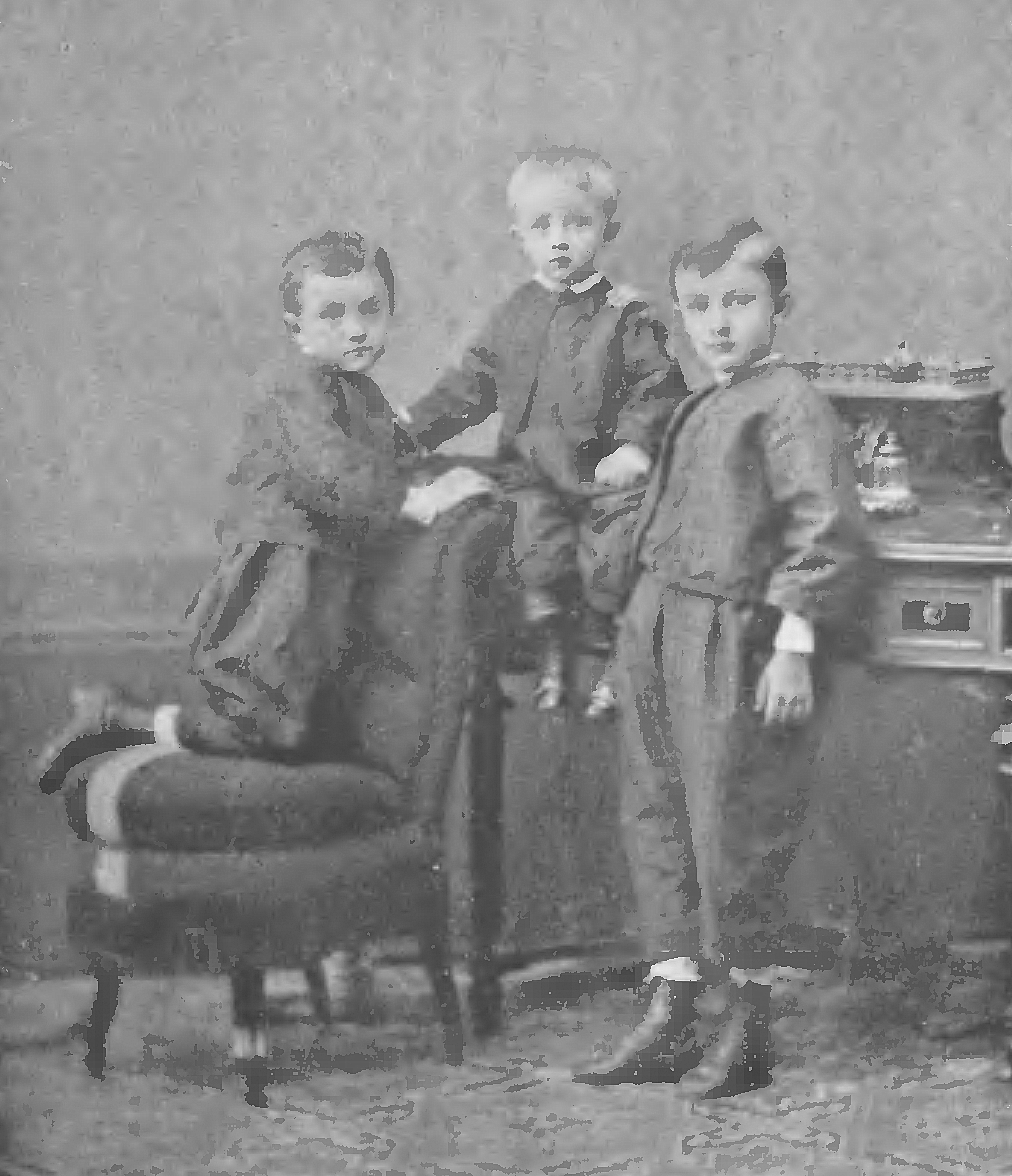
Bracia Samuel, Wiktor, Tadeusz Rozwadowscy w dzieciństwie

## Życiorys
Urodził się w 1867. Wywodził się z rodu Rozwadowskich herbu Trąby. Jego przodek Maciej Rozwadowski wykazał się męstwem w bitwie pod Wiedniem w 1683, pradziad Kazimierz Rozwadowski był kościuszkowskim brygadierem, dziad Wiktor walczył w powstaniu listopadowym i został odznaczony Orderem Virtuti Militari, stryj Tadeusz poległ w powstaniu styczniowym, a ojciec Tomisław (1841-1920) w powstaniu styczniowym walczył jako dowódca jazdy powstańczej. Jego matką była Melania, z domu Rulikowska (1842-1894), a braćmi Tadeusz (1866-1928, generał) i Wiktor (1869-1949, także oficer, ofiara zbrodni katyńskiej).
Został żołnierzem C. K. Armii. Ukończył kształcenie w Wojskowej Szkole Kadetów w Mährisch Weißkirchen. W kawalerii został mianowany podporucznikiem z dniem 1 września 1887, a następnie awansowany na porucznika z dniem 1 listopada 1890, na rotmistrza 2 klasy z dniem 1 maja 1898, na rotmistrza 1 klasy z dniem 1 maja 1898. Od początku kariery oficerskiej służył w szeregach 13 Galicyjskiego pułku ułanów, ze sztabem w Złoczowie (od około 1890 był tam oficerem jego brat ppor. Wiktor Jordan-Rozwadowski, a od około 1897 także kuzyn ppor. Adam Jordan-Rozwadowski), gdzie od około 1894 do około 1895 był komendantem plutonu pionierów (według relacji rodzinnej od 1894 do 1896 służył w Wojskowej Szkole Jeździeckiej), a od około 1897 do około 1901 jako oficer nadkompletowy był skierowany do macierzystej szkoły kadetów Mährisch Weißkirchen, gdzie był instruktorem jeździeckim, a od około 1903 do około 1905 pełnił funkcję komendanta plutonu pionierów w 13 pułku pułku. Czynnym oficerem 13 pułku ułanów pozostawał do 1908, zaś następnie figurował jeszcze w ewidencji tej jednostki jako oficer z przyznanym zaopatrzeniem do około 1910/1911.
W 1892 otrzymał godność c. k. podkomorzego. Ożenił się z Wilmą von Teuber, pochodzącej z Brna (jej rodzina zajmowała się przemysłem tekstylnym i posiadała majątek w pobliskim Krizanau). Mieli dzieci: Eugenię (ur. 1902), Marię (zm. 1982, żona Ernsta Piety), Aleksandra, Jadwigę. W trakcie służby wojskowej Samuela w 13 pułku zamieszkiwał z rodziną w Brodach. Bracia Tadeusz, Samuel i Wiktor Rozwadowscy po swojej ciotce baronowej Czerko zostali spadkobiercami majątku Glina blisko Lwowa, po czym Wiktor dokonał spłaty rodzeństwa. Z uzyskanych środków Samuel nabył majątek Schwanhof koło Neunkirchen. 
Po wybuchu I wojny światowej w 1914 został zmobilizowany do macierzystego pułku i przydzielony jako nauczyciel – instruktor jazdy konnej w Terezjańskiej Akademii Wojskowej. Z uwagi na reumatyzm nie był przewidziany do użycia w działaniach zbrojnych, jednak ostatecznie w maju 1915 został wysłany na front. Został przydzielony do 4. szwadronu 8 pułku dragonów (jego oddziałem macierzystym był nadal 13 pułk ułanów). Walcząc w jego szeregach przeciw Rosjanom poległ w zwycięskich walkach pod Sińkowem 15 lipca 1915 (według relacji rodziny postrzelony na koniu zmarł kilka dni później).
W 1919 jego żona Wilma ponownie wyszła za mąż za pułkownika Redtenbachera.

## Odznaczenia
- Order Korony Żelaznej III klasy z dekoracją wojenną – pośmiertnie (październik 1915, w uznaniu dzielnego zachowania)[43][44][36]
- Brązowy Medal Zasługi Wojskowej na czerwonej wstążce (przed 1909)[33]
- Medal Jubileuszowy Pamiątkowy dla Sił Zbrojnych i Żandarmerii (przed 1900)[24]
- Krzyż Jubileuszowy Wojskowy (przed 1909)[33]